# V (dryck)
V är ett energidrycksvarumärke lanserat av det nyzeeländska bolaget Frucor Beverages Ltd i augusti 1997. Drycken innehåller inte det kritiserade ämnet taurin, men innehåller som de flesta andra energidrycker koffein (31mg/100ml). V lanserades år 2007 i Sverige av företaget Saturnus Beverages.

## Innehåll
Kolsyrat mineralvatten (80%), socker, vatten (7,6%), surhetsreglerande medel, guaranaextrakt, koffein, färgämne, aromer, niacin, vitamin B5 (pantotensyra), vitamin B6.